# Glomera acicularis
Glomera acicularis är en orkidéart  som beskrevs av Rudolf Schlechter.
Glomera acicularis ingår i släktet Glomera och familjen orkidéer. Inga underarter finns listade i Catalogue of Life.